# Качіо е пепе
Качіо е пепе (італ. Cacio e pepe, італійська вимова: [ˈkaːtʃo e pˈpeːpe]) — страва з пасти з кухні Риму. Cacio e pepe означає «сир і перець» на кількох діалектах центральної Італії. Відповідно до назви страва містить тертий сир Пекоріно Романо та чорний перець разом із спагеті або традиційно тоннареллі . Всі інгредієнти добре зберігаються протягом тривалого часу, що зробило страву практичною для пастухів без постійного місця проживання. Рекомендується використовувати макарони з шорсткою поверхнею, щоб соус добре прилипав.

## Приготування
Макарони готуються в киплячій підсоленій воді, як зазвичай; потім додаються в тертий пекоріно, змішаний з чорним перцем, з невеликою кількістю гарячої, крохмалистої, води, в котрій варились макарони. Тепло плавить сир, а крохмаль у воді допомагає зв'язати перець і сир з макаронами.

## Варіанти
Хоча це не традиційно для cacio e pepe, можна додавати морепродукти або бекон, а також можна використовувати інші форми пасти, наприклад ригатоні, завжди виготовлені з шорсткою поверхнею.